# Parmena spectabilis
Parmena spectabilis là loài thực vật có hoa trong họ Hoa hồng. Loài này được (Pursh) Greene mô tả khoa học đầu tiên năm 1906.